# パフォーマンスA
『パフォーマンスA』（パフォーマンスエー）は、TBS系列で2013年4月22日から9月23日まで、毎週月曜の23:58 - 翌0:28 （JST）に放送されていたオーディション番組である。
ここでは2013年7月15日からリニューアルされた『パフォーマンスZ』（パフォーマンスゼット）についても述べる。

## 概要
「世界で活躍するパフォーマーを輩出する」をコンセプトにしたオーディション番組で、アジア各国（中国・韓国・タイなど）と回線でつなぎ、ダンスやマジックなどのオーディションを行っていく。
2013年7月15日から『パフォーマンスZ』にリニューアルされ、新たにピースが司会陣に加わった。

## 出演者

### MC
- ガレッジセール（ゴリ・川田広樹）
- 岩﨑名美
- ピース（綾部祐二・又吉直樹） - 『パフォーマンスZ』から加入。

### ナレーション
- エハラマサヒロ

## ネット局

### 最終回時点でのネット局
| 放送対象地域   | 放送局                | 系列    | 放送日時                     | 放送期間                 | 遅れ日数   |
| -------------- | --------------------- | ------- | ---------------------------- | ------------------------ | ---------- |
| 関東広域圏     | TBSテレビ（TBS）      | TBS系列 | 月曜 23:58 - 翌0:28          | 2013年4月22日 - 9月23日  | 制作局     |
| 岩手県         | IBC岩手放送（IBC）    | TBS系列 | 月曜 23:58 - 翌0:28          | 2013年4月22日 - 9月23日  | 同時ネット |
| 山形県         | テレビユー山形（TUY） | TBS系列 | 月曜 23:58 - 翌0:28          | 2013年4月22日 - 9月23日  | 同時ネット |
| 静岡県         | 静岡放送（SBS）       | TBS系列 | 月曜 23:58 - 翌0:28          | 2013年4月22日 - 9月23日  | 同時ネット |
| 石川県         | 北陸放送（MRO）       | TBS系列 | 月曜 23:58 - 翌0:28          | 2013年4月22日 - 9月23日  | 同時ネット |
| 愛媛県         | あいテレビ（ITV）     | TBS系列 | 月曜 23:58 - 翌0:28          | 2013年4月22日 - 9月23日  | 同時ネット |
| 岡山県・香川県 | 山陽放送（RSK）       | TBS系列 | 火曜 2:03 - 2:33（月曜深夜） | 2013年4月30日 - 10月15日 | 22日遅れ   |
| 宮城県         | 東北放送（TBC）       | TBS系列 | 木曜 0:33 - 1:03（水曜深夜） | 2013年5月16日 - 12月5日  | 72日遅れ   |

### 過去のネット局
いずれも『パフォーマンスA』のみ放送。
| 放送対象地域 | 放送局                | 系列    | 放送日時                     | 放送期間                | 遅れ日数   |
| ------------ | --------------------- | ------- | ---------------------------- | ----------------------- | ---------- |
| 北海道       | 北海道放送（HBC）     | TBS系列 | 月曜 23:58 - 翌0:28          | 2013年4月22日 - 6月24日 | 同時ネット |
| 福島県       | テレビユー福島（TUF） | TBS系列 | 月曜 23:58 - 翌0:28          | 2013年4月22日 - 6月24日 | 同時ネット |
| 長崎県       | 長崎放送（NBC）       | TBS系列 | 木曜 23:58 - 翌0:28          | 2013年5月2日 - 7月25日  | 31日遅れ   |
| 広島県       | 中国放送（RCC）       | TBS系列 | 金曜 0:58 - 1:28（木曜深夜） | 2013年5月10日 - 6月7日  | 18日遅れ   |

## スタッフ
企画：吉本興業
- 構成：小杉四駆郎、永井孝裕、辻健一、庄司卓生、小関雅志、今井太郎

- CAM：袖垣竜也

- VE：柴田康司

- 音声：山崎勝彦

- 照明：中原淳一

- 編集：太田正人

- MA：吉田肇

- 音効：遠藤治朗

- 主題歌：「Rosenstrauss」D

- 美術プロデューサー：吉田敬

- セットデザイン：内山真理子

- 美術進行：今井隆之

- 美術協力：フジアール

- 衣装：成田咲良

- 持道具：土屋洋子

- 技術協力：Trash、FMT、浜町スタジオ、Beatinternational、Nextry、V-BUBE、BAO

- テクニカルアドバイザー：山本信之、小田直樹、伊藤栄紀

- 宣伝：小山陽介（TBS）

- HP：山本倫子  (TBS)

- 編成：渡辺信也・高山暢比古（TBS）

- AD：和気光孝、飯田亮太、岡本将明、阮姿璇

- ディレクター：ウエダダイスケ、清水彰介、岩津匡洋

- 演出：城間康男

- AP：松生藍

- プロデューサー：中村聡太、高龍太郎、ウイムマノーピモーク、催信化、中山亜矢子

- 制作協力：よしもとクリエイティブエージェンシー、吉本東風、セドナ・ブラザーズ・プロダクション

- 製作：吉本興業、TBS